# Nicolae Petrea
Nicolae Gheorghe Petrea (mai cunoscut drept Nicu Petrea sau N.G. Petrea, uneori Neculai Petrea; n.  ? – d. 8 august 1943, Iași, România) a fost un avocat și om politic român care a îndeplinit funcția de primar al municipiului Iași în perioada 22 mai 1926 - 14 octombrie 1927. 
Supranumit „Conu Nicu”, Petrea a fost membru al baroului de avocați Iași și a îndeplinit funcțiile de consilier și prodecan al baroului. A fost membru al Partidului Poporului, vicepreședinte al organizației Iași a acestuia, deputat din partea acestei formațiuni politice și prefect al județului Iași.
Fiul politicianului, Paul Petrea, născut pe 20 iulie 1918 (stil vechi), a absolvit Liceul „Spiru Haret” din București ca cel mai bun elev din promoția sa și a urmat apoi cursurile Facultății de Drept, a cărei licență a obținut-o la vârsta de doar 20 ani, după care s-a înscris în Baroul Ilfov. De mic copil, Paul Petrea a avut o înclinare către artele plastice și, pe lângă Drept, a absolvit cu o medie mare și Academia de Belle-Arte din București, secția Sculptură. A fost încorporat după începerea războiului și a fost ucis pe 8 august 1942, în timpul luptelor de la Stalingrad, fiind înmormântat în cimitirul militar de la Potemkinskaia. În septembrie 1942, în amintirea fiului său, Nicolae Petrea a acordat Academiei de Belle-Arte o bursă în valoare de zece mii de lei, care să poarte numele lui Paul Petrea.
Nicolae Petrea a fost puternic afectat și nu și-a mai revenit după moartea fiului. Prietenii săi, veniți să-l sărbătorească de ziua numelui, pe 6 decembrie 1942, l-au găsit cu „ochii înrourați”, „din graiul lui se desprindea numai jale, iar pe figura lui – ca un bujor altădată – penelul fatal al morții își începuse deja opera”. A încetat din viață la exact un an de la moartea fiului său, pe 8 august 1943, și a fost înmormântat pe 11 august, la Cimitirul „Eternitatea” din Iași.